# Лина Гринчикајте
Лина Гринчикајте (Клајпеда, 23. мај 1987) је литванска атлетска репрезентативка и рекордерка у спринтерским дисциплинама. Највеће успехе постигла је у тркама на 100 метара

## Спортска биографија
Гринчикајте од 2003. учествује на међународним такмичењима. Прву медаљу освојила је 2005. на Европском јуниорском првенству у трци на 100 метара, када је заузела друго место резултатом 11,69 с. Учествовала је и у трци на 200 м (23,78, 4. место) и штафети 4 х 100 метара 6. место, оборивши јуниорски рекорд Литваније. Следеће године на Светском јуниорском првенству у Пекингу је седма на 100 м (11,49 ).
До прве медаље прошле су четири године. У том периоду учествовала је два пута на Светско првенство у атлетици у дворани у Москви 2006. и Валансији 2008. али није успела проћи даље од полуфинала. Исто је прошла и на Европском пррвенству у дворани 2007. у Бирмингему и на Олимпијским играма 2008. у Пекингу.
Прву медаљу после четворогодишње паузе освојила је на Универзијади у Београду 2009.. Победила је 
на 100 м (11,31), а са штафетом 4 х 100 м била је пета. Исте године побеђује на 100 м и на Европском првенству за млађе сениоре (У-23) у Каунасу, а са штафетом осваја бронзану медаљу.
Успехе остварује на још две Универзијаде. У Шенџену 2011. је трећа, а Казању 2013. друга. Бронзану медаљу освојила је и на Европском првенству 2012. у Хелсинкију.
У својој каријери до краја 2014. освојила је 24 националне титуле и држи национални рекорд на 100 метара резултатом 11,19 с..

## Значајнији резултати
| Год. | Такмичење                    | Место                           | Пласман | Дисциплина | Резултат |
| ---- | ---------------------------- | ------------------------------- | ------- | ---------- | -------- |
| 2005 | Европско првенство у дворани | Мадрид, Шпанија                 | 16.     | 60 м       | 7,41     |
| 2005 | Европско јуниорско првенство | Каунас, Литванија               |         | 100 м      | 11,69    |
| 2005 | Европско јуниорско првенство | Каунас, Литванија               | 4.      | 200 м      | 23,78    |
| 2005 | Европско јуниорско првенство | Каунас, Литванија               | 6.      | 4 x 100 м  | 45,47    |
| 2006 | Светско првенство у дворани  | Москва, Русија                  | 18.     | 60 м       | 7,38     |
| 2007 | Европско првенство у дворани | Бирмингем, Уједињено Краљевство | 29.     | 60 м       | 7,47     |
| 2008 | Светско првенство у дворани  | Валенсија, Шпанија              | 21.     | 60 м       | 7,41     |
| 2008 | Олимпијске игре              | Пекинг, Кина                    | 14.     | 100 м      | 11,50    |
| 2009 | Европско првенство у дворани | Торино, Италија                 | 7       | 60 м       | 7,38     |
| 2009 | Универзијада                 | Београд, Србија                 |         | 100 м      | 11,31    |
| 2009 | Универзијада                 | Београд, Србија                 | 5.      | 4 x 100 м  | 44,48    |
| 2009 | Европско првенство У-23      | Каунас, Литванија               |         | 100 м      | 11,37    |
| 2009 | Европско првенство У-23      | Каунас, Литванија               |         | 4 x 100 м  | 44,09    |
| 2010 | Светско првенство у дворани  | Доха, Катар                     | 13.     | 60 м       | 7.34     |
| 2010 | Европско првенство           | Барселона Шпанија               | 12      | 100 м      | 11,35    |
| 2010 | Европско првенство           | Барселона Шпанија               | 11.     | 4 x 100 м  | 44,13    |
| 2011 | Европско првенство у дворани | Париз, Француска                | 9.      | 60 м       | 7,27     |
| 2011 | Универзијада                 | Шенџен, Кина                    |         | 100 м      | 11,44    |
| 2012 | Светско првенство у дворани  | Истанбул, Турска                | 12.     | 60 м       | 7,26     |
| 2012 | Европско првенство           | Хелсинки, Финска                |         | 100 м      | 11,32    |
| 2012 | Олимпијске игре              | Лондон, Уједињено Краљевство    | 18.     | 100 м      | 11,30    |
| 2013 | Универзијада                 | Казањ, Русија                   |         | 100 м      | 11,32    |
| 2014 | Европско првенство           | Цирих Швајцарска                | 18.     | 100 м      | 11,52    |
| 2015 | Европско првенство у дворани | Праг, Чешка                     | 25.     | 60 м       | 7,41     |

## Лични рекорди
Стање 10. март 2015.
| Дисциплина | Дисциплина | Резултат | Место    | Датум             |
| ---------- | ---------- | -------- | -------- | ----------------- |
| 60 м       | Дворана    | 7,26     | Истанбул | 11. март 2012.    |
| 100 м      | Отворено   | 11,19    | Лондон   | 3. август 2012.   |
| 200 м      | Дворана    | 23,74    | Помбал   | 14. фебруар 2010. |
| 200 м      | Отворено   | 23,33    | Леирија  | 22. јун 2008.     |